# Squadra thailandese di Fed Cup
La squadra thailandese di Fed Cup rappresenta la Thailandia nella Fed Cup, ed è posta sotto l'egida della Lawn Tennis Association of Thailand.
Essa partecipa alla competizione dal 1976, facendo parte del Gruppo Mondiale in quattro occasioni quando ancora c'era il vecchio formato a 16 squadre. Ha fatto parte del Gruppo Mondiale II nel 2005 e 2006.

## Risultati
| = Incontro del Gruppo Mondiale |

### 2010-2019
| Anno | Turno                         | Data         | Sede               | Avversario    | Punteggio | Esito     |
| ---- | ----------------------------- | ------------ | ------------------ | ------------- | --------- | --------- |
| 2010 | Gruppo I, Fase a gironi       | 3 febbraio   | Kuala Lumpur (MAS) | Uzbekistan    | 3 – 0     | Vittoria  |
| 2010 | Gruppo I, Fase a gironi       | 4 febbraio   | Kuala Lumpur (MAS) | Kazakistan    | 1 – 2     | Sconfitta |
| 2010 | Gruppo I, Fase a gironi       | 5 febbraio   | Kuala Lumpur (MAS) | Taipei cinese | 1 – 2     | Sconfitta |
| 2010 | Gruppo I, Playoff 5º-6º posto | 6 febbraio   | Kuala Lumpur (MAS) | Nuova Zelanda | 1 – 2     | Sconfitta |
| 2011 | Gruppo I, Fase a gironi       | 2 febbraio   | Nonthaburi (THA)   | Uzbekistan    | 2 – 1     | Vittoria  |
| 2011 | Gruppo I, Fase a gironi       | 3 febbraio   | Nonthaburi (THA)   | Cina          | 1 – 2     | Sconfitta |
| 2011 | Gruppo I, Fase a gironi       | 4 febbraio   | Nonthaburi (THA)   | India         | 2 – 1     | Vittoria  |
| 2011 | Gruppo I, Playoff 3º-4º posto | 5 febbraio   | Nonthaburi (THA)   | Kazakistan    | 3 – 0     | Vittoria  |
| 2012 | Gruppo I, Fase a gironi       | 1º febbraio  | Shenzhen (CHN)     | Indonesia     | 3 – 0     | Vittoria  |
| 2012 | Gruppo I, Fase a gironi       | 2 febbraio   | Shenzhen (CHN)     | Corea del Sud | 3 – 0     | Vittoria  |
| 2012 | Gruppo I, Fase a gironi       | 3 febbraio   | Shenzhen (CHN)     | Kazakistan    | 1 – 2     | Sconfitta |
| 2012 | Gruppo I, Playoff 3º-4º posto | 4 febbraio   | Shenzhen (CHN)     | Taipei cinese | 1 – 2     | Sconfitta |
| 2013 | Gruppo I, Fase a gironi       | 7 febbraio   | Astana (KAZ)       | Kazakistan    | 1 – 2     | Sconfitta |
| 2013 | Gruppo I, Fase a gironi       | 8 febbraio   | Astana (KAZ)       | India         | 3 – 0     | Vittoria  |
| 2013 | Gruppo I, Playoff 3º-4º posto | 9 febbraio   | Astana (KAZ)       | Cina          | 2 – 1     | Vittoria  |
| 2014 | Gruppo I, Fase a gironi       | 5 febbraio   | Astana (KAZ)       | Indonesia     | 3 – 0     | Vittoria  |
| 2014 | Gruppo I, Fase a gironi       | 7 febbraio   | Astana (KAZ)       | Kazakistan    | 2 – 1     | Vittoria  |
| 2014 | Gruppo I, Playoff             | 8 febbraio   | Astana (KAZ)       | Uzbekistan    | 2 – 1     | Vittoria  |
| 2014 | Spareggi Gruppo Mondiale II   | 19-20 aprile | Lidköping (SWE)    | Svezia        | 0 – 4     | Sconfitta |
| 2015 | Gruppo I, Fase a gironi       | 4 febbraio   | Canton (CHN)       | Taipei cinese | 2 – 1     | Vittoria  |
| 2015 | Gruppo I, Fase a gironi       | 5 febbraio   | Canton (CHN)       | Cina          | 1 – 2     | Sconfitta |
| 2015 | Gruppo I, Fase a gironi       | 6 febbraio   | Canton (CHN)       | Kazakistan    | 1 – 2     | Sconfitta |
| 2015 | Gruppo I, Playoff 5º-6º posto | 7 febbraio   | Canton (CHN)       | Uzbekistan    | 2 – 0     | Vittoria  |